# Hrîhorivka, Obuhiv
Hrîhorivka (în ucraineană Григорівка) este localitatea de reședință a comunei Hrîhorivka din raionul Obuhiv, regiunea Kiev, Ucraina.

## Demografie
Componența lingvistică a localității Hrîhorivka
     Ucraineană (97,74%)
     Rusă (2,04%)
     Alte limbi (0,22%)
Conform recensământului din 2001, majoritatea populației localității Hrîhorivka era vorbitoare de ucraineană (97,74%), existând în minoritate și vorbitori de rusă (2,04%).